# Greenfield (Massachusetts)
Greenfield és una població dels Estats Units i seu del comtat de Franklin a l'estat de Massachusetts.

## Demografia
Segons el cens del 2000 Greenfield tenia 18.168 habitants, 7.939 habitatges, i 4.374 famílies. La densitat de població era de 322,8 habitants/km².
Dels 7.939 habitatges en un 26,1% hi vivien nens de menys de 18 anys, en un 38,6% hi vivien parelles casades, en un 12,7% dones solteres, i en un 44,9% no eren unitats familiars. En el 36,9% dels habitatges hi vivien persones soles el 13,6% de les quals corresponia a persones de 65 anys o més que vivien soles. El nombre mitjà de persones vivint en cada habitatge era de 2,19 i el nombre mitjà de persones que vivien en cada família era de 2,88.
Per edats la població es repartia de la següent manera: un 21,9% tenia menys de 18 anys, un 8,4% entre 18 i 24, un 28,7% entre 25 i 44, un 23,5% de 45 a 60 i un 17,5% 65 anys o més.
L'edat mediana era de 40 anys. Per cada 100 dones de 18 o més anys hi havia 85,4 homes.
La renda mediana per habitatge era de 33.110 $ i la renda mediana per família de 46.412$. Els homes tenien una renda mediana de 33.903 $ mentre que les dones 26.427$. La renda per capita de la població era de 18.830$. Entorn de l'11,4% de les famílies i el 14% de la població estaven per davall del llindar de pobresa.

## Poblacions properes
El següent diagrama mostra les poblacions més properes.